# Andrew J. Fisk
Pour les articles homonymes, voir Fisk.
Andrew J. Fisk était un journaliste américain du Far West, correspondant de l'Associated Press à Helena (Montana), à 200 kilomètres à l’Ouest des Big Big Horn Mountains.
Pigiste pour le journal local "Helena Herald", il est abordé en juillet 1876 par un survivant du massacre de la Bataille de Little Big Horn. L'"Helena Herald" sort une édition spéciale immédiatement, et Andrew J. Fisk télégraphie à New York au siège de  l'Associated Press, via la Western Union.
Il reçoit commande le soir même de James Gordon Bennett, patron du New York Herald', pour inspecter le champ de bataille avec des éclaireurs.